# Рапен, Рене
Рене Рапен (фр. René Rapin; 3 ноября 1621, Тур — 27 октября 1687, Париж) — французский писатель
, поэт, богослов, историк, филолог, автор поэм, литературно-критических и богословских трудов.

## Биография
В 1639 году вступил в орден иезуитов, затем был профессором античной литературы и риторики; биографических подробностей его жизни сохранилось немного. Был наставником Альфонсо Манчини, племянника Мазарини, с 1667 года был членом Ламоньонской академии. Участвовал в религиозной и литературной полемике своего времени, нападая на янсенистов и споря с Вавассёром.
Творческое наследие Рапена представлено как стихами (на французском и латыни), так и прозой. За сочинение «Eglogae sacrae» (1659) его стали называть «вторым Феокритом». Наиболее известное его произведение — «Hortorum libri IV» (1659), дидактическая латинская поэма, переведённая несколько раз на английский и французский языки. Из критико-эстетических произведений Рапена, в которых он всегда отдавал предпочтение искусственности перед истинной оригинальностью, а Вергилию перед Гомером, более всего известны «Observations sur les poèmes d’Horace et de Virgile» (1669), «Réflexions sur l’usage de l’éloquence de ce temps» (1672), «Réfléxions sur la Poétique d’Aristote et sur les ouvrages des poètes anciens et modernes» (1674). Богословские труды его авторства: «De nova doctrina dissertatio seu Evangelium jansenistarum» (1656), «L’esprit du christianisme» (1672), «La foi des derniers siècles» (1679). Сочинения Рапена были несколько раз изданы в Амстердаме (1693, 1709) и Гаге (1725). В 1865 году Обино впервые напечатал его «Mémoires sur l’Eglise et la Société». В 1861 году была опубликована его « Histoire du jansénisme», ещё в XIX веке признававшаяся ценным источником по изучению истории янсенизма.